# Kanasi
Der Kanasi-See (chinesisch 喀纳斯湖, Pinyin Kānàsī Hú) oder Kanassee befindet sich im Altai-Gebirge, im Kasachischen Autonomen Bezirk Ili im Norden des Uigurischen Autonomen Gebiets Xinjiang der Volksrepublik China, in einer Höhe von 1374 m. Der mongolische Name bedeutet „schön, reich und mysteriös“. Dieser Zungenbeckensee hat eine Fläche von 44,78 km².
Seit Jahrhunderten gibt es Berichte um unheimliche See-Monster, die sich an Pferden und Rindern in der Region vergreifen. 1985 wurden in diesem See angeblich Fische mit einer Länge von bis zu 15 m und einem Gewicht bis zu 4 Tonnen entdeckt. Daraufhin untersuchten 1987 Mitarbeiter der Xinjiang-Universität den See sehr gründlich. Entdeckt wurden aber nur Fische einer Huchenart, sog. Taimen-Fische, die drei bis vier Meter lang waren.
Im September 2004 wurde eine weitere Expedition an den See gestartet, die Meldung ging durch die Weltpresse. Von den Ergebnissen allerdings wurde nichts weiter bekannt. Es ist daher davon auszugehen, dass es sich auch bei diesen sagenumwobenen Monstern um eine Legende wie die um das Monster von Loch Ness handelt.
Im August 2005 wurde wiederum eine Forschergruppe beauftragt, den See zu untersuchen.